# Lolomboli (Mazino)
Lolomboli is een bestuurslaag in het regentschap Nias Selatan van de provincie Noord-Sumatra, Indonesië. Lolomboli telt 846 inwoners (volkstelling 2010).